# Tsubasa RESERVoir CHRoNiCLE
Tsubasa RESERVoir CHRoNiCLE (ツバサ-RESERVoir CHRoNiCLE-?) è un manga scritto e disegnato dalle CLAMP, da cui in seguito è stata tratta una serie televisiva anime dal titolo Tsubasa Chronicle (ツバサ・クロニクル?, Tsubasa Kuronikuru) prodotta dallo studio Bee Train.
Il manga è stato pubblicato dalla Kōdansha dal 2003 al 2009, comprendendo 28 volumi e raggiungendo nella madrepatria la quota di 20 milioni di copie vendute, mentre in Italia l'intera serie è stata pubblicata dalla Star Comics da gennaio 2007 a giugno 2010. Sono state tratti dal fumetto un film d'animazione, una serie TV di due stagioni, due OAV, e tra 2014 e 2016 è stato pubblicato un sequel del manga, Tsubasa World CHRoNiCLE: Nirai Kanai-hen (ツバサ-WoRLD CHRoNiCLE-ニライカナイ編?).

## Trama
Sakura, principessa del Regno di Clow, ha strane visioni riguardanti un misterioso simbolo e luoghi da lei mai visitati. Il suo amico d'infanzia Shaoran, un giovane archeologo, durante una spedizione con il padre scopre tra alcune rovine lo stesso simbolo visto dalla ragazza. Sakura, in visita all'amico, appena visto il simbolo cade in uno stato di trance e, dopo averlo toccato, si ritrova sospesa a mezz'aria circondata da ali diafane. Spinta dentro al muro da una forza misteriosa, viene salvata all'ultimo momento dall'amico, che non riesce però ad evitare che le sue ali vengano spezzate e le loro piume sparse in tutte le dimensioni. Yukito, il Sommo Sacerdote del Regno di Clow, capisce immediatamente che le "ali" di Sakura non erano altro che una manifestazione della sua anima e dei suoi ricordi: senza di loro, la ragazza non può sopravvivere. Per salvare Sakura, Shaoran intraprende un viaggio per recuperare tutti i ricordi della ragazza.
Yukito decide di mandare i due ragazzi dalla Strega delle Dimensioni, Yuko, uno dei protagonisti di xxxHOLiC. Qui incontrano Kurogane, un ninja del Giappone antico esiliato dal suo mondo dalla Principessa Tomoyo, e Fay D. Florite, un mago in fuga dal suo mondo e dal Re Ashura. Tutti e 4 devono pagare un prezzo per potere avere il potere di attraversare le dimensioni: la cosa che loro considerano più importante. Per Kurogane è la spada Ginryu, lasciatagli da suo padre, per Fay il tatuaggio sulla schiena che regola il controllo della sua magia. Il prezzo per Shaoran e Sakura è il loro rapporto: anche se il ragazzo sarà in grado di recuperare tutte le piume, Sakura non ricorderà il suo passato con lui. Dopo che tutto il gruppo ha accettato le condizioni, Yuko gli dona il potere di attraversare le dimensioni: una creatura bianca dal nome Mokona Modoki.
Durante il loro viaggio fra i mondi il gruppo è costretto a superare molti ostacoli e molti nemici che desiderano impossessarsi delle piume di Sakura, oggetti che possiedono al loro interno un enorme potere magico.

## Personaggi principali
Shaoran  (小狼?)
L'eroe della storia, un giovane archeologo che prosegue gli studi del padre dopo la sua morte, aiutato molto dalla famiglia di Sakura. Nonostante lui e la principessa siano amici d'infanzia, Shaoran è segretamente innamorato di lei. Non possiede nessun potere magico, ma in seguito, grazie a Kurogane, imparerà l'arte della spada. Possiede un'ottima tecnica nelle arti marziali e ha una larga conoscenza della storia, di molti linguaggi e reperti archeologici. Molto coraggioso, farebbe di tutto per salvare la vita di Sakura.
Sakura  (桜?)
La principessa del Regno di Clow. Possiede un misterioso potere di cui nemmeno lei è a conoscenza. È completamente all'oscuro dei sentimenti di Shaoran, che lei non considera un semplice amico d'infanzia. È una ragazza allegra e sorridente, ma anche altruista e forte.
Fay D. Florite  (ファイ・D フローライト?, Fai D. Furōraito)
Mago del regno di Selece, è l'inventore di Chii (crossover da Chobits), a cui ha dato il compito di sorvegliare il Re Ashura durante il suo lungo sonno. Ha molti segreti, che non ama rivelare. Va dalla Strega delle Dimensioni con la richiesta di non tornare più nel regno di Selece. Il prezzo che deve pagare per il viaggio è il suo tatuaggio, il regolatore del suo potere magico. È un ragazzo molto socievole e sempre sorridente, ma nasconde però una grande sofferenza, legata al suo misterioso passato.
Kurogane  (黒鋼?)
Ninja del Giappone antico, è un sottoposto della principessa Tomoyo. È un abile spadaccino, ma il suo peggior difetto è che non risparmia nessuno e uccide solo per il gusto di farlo. Per questo viene punito dalla principessa Tomoyo e mandato dalla Strega delle Dimensioni, con la speranza che cambi. Il suo desiderio è di poter tornare nel mondo da cui proviene. Il prezzo che la Strega gli fa pagare è la sua Ginryu (Drago D'argento), la katana lasciatagli in ricordo dal padre. Ha un carattere freddo e distaccato. Inizialmente non vuole socializzare con i compagni, ma finisce poi con l'affezionarcisi profondamente.
Mokona Modoki (モコナ＝モドキ?)
Il piccolo animaletto bianco che viene consegnato al gruppo per poter attraversare le dimensioni. È in grado di parlare e di tenersi in stretto contatto con il suo alter ego, il Mokona Modoki nero, con il quale può addirittura scambiarsi oggetti attraverso le dimensioni. Mokona ha un ruolo molto importante nel viaggio in quanto riesce a captare le piume di Sakura grazie alle onde che queste emettono. Quando il gruppo è vicino a una piuma, per avvisare il gruppo Mokona spalanca gli occhi, che di solito tiene socchiusi, e pronuncia la parola "Mekyo". Un crossover da Magic Knight Rayearth.
Yuko Ichihara (壱原侑子?, Ichihara Yūko)
Conosciuta anche come la Strega delle Dimensioni, risiede nel Giappone moderno. È uno dei protagonisti di xxxHOLiC. È una strega molto potente ed ha creato, insieme a Clow Reed, Mokona bianca e quella nera. Il suo cuoco nel negozio è Watanuki, mentre Maru e Moro sono le assistenti e proteggono il negozio con la loro magia.

## Media

### Manga

#### Tsubasa RESERVoir CHRoNiCLE
In Giappone Tsubasa RESERVoir CHRoNiCLE è stato pubblicato settimanalmente sullo Weekly Shōnen Magazine della Kōdansha da maggio 2003 fino al 7 ottobre 2009. La serie è composta in totale da 28 volumi, tutti pubblicati in Italia dalla Star Comics.
Sono inoltre stati pubblicati due volumi di informazione sui personaggi che compaiono nella serie dal nome Tsubasa CARACTere GuiDE (ツバサ CARACTere GuiDE?) e Tsubasa CARACTere GuiDE 2 (ツバサ CARACTere GuiDE 2?).
Il manga è pubblicato, escluso il Giappone, in altri 14 paesi.

##### Volumi
| Nº | Data di prima pubblicazione | Data di prima pubblicazione | Data di prima pubblicazione | Data di prima pubblicazione |
| Nº | Giapponese                  | Giapponese                  | Italiano                    | Italiano                    |
| -- | --------------------------- | --------------------------- | --------------------------- | --------------------------- |
| 1  | 10 agosto 2003              | ISBN 978-4-06-363277-4      | 8 gennaio 2007              | ISBN 978-88-226-0241-1      |
| 2  | 16 ottobre 2003             | ISBN 978-4-06-363306-1      | 6 marzo 2007                | ISBN 978-88-226-0242-8      |
| 3  | 16 dicembre 2003            | ISBN 978-4-06-363322-1      | 5 aprile 2007               | ISBN 978-88-226-0243-5      |
| 4  | 15 febbraio 2004            | ISBN 978-4-06-363338-2      | 7 giugno 2007               | ISBN 978-88-226-0244-2      |
| 5  | 15 aprile 2004              | ISBN 978-4-06-363363-4      | 9 luglio 2007               | ISBN 978-88-226-0245-9      |
| 6  | 16 giugno 2004              | ISBN 978-4-06-363393-1      | 6 settembre 2007            | ISBN 978-88-226-0246-6      |
| 7  | 13 agosto 2004              | ISBN 978-4-06-363416-7      | 8 ottobre 2007              | ISBN 978-88-226-0247-3      |
| 8  | 16 novembre 2004            | ISBN 978-4-06-363452-5      | 7 dicembre 2007             | ISBN 978-88-226-0248-0      |
| 9  | 16 febbraio 2005            | ISBN 978-4-06-363485-3      | 8 gennaio 2008              | —                           |
| 10 | 15 maggio 2005              | ISBN 978-4-06-363530-0      | 7 marzo 2008                | ISBN 978-88-226-0250-3      |
| 11 | 13 agosto 2005              | ISBN 978-4-06-363563-8      | 7 aprile 2008               | ISBN 978-88-226-0251-0      |
| 12 | 15 ottobre 2005             | ISBN 978-4-06-363586-7      | 11 giugno 2008              | ISBN 978-88-226-0252-7      |
| 13 | 15 febbraio 2006            | ISBN 978-4-06-363620-8      | 10 luglio 2008              | ISBN 978-88-226-0253-4      |
| 14 | 17 aprile 2006              | ISBN 978-4-06-363655-0      | 10 settembre 2008           | ISBN 978-88-226-0254-1      |
| 15 | 14 luglio 2006              | ISBN 978-4-06-363691-8      | 9 ottobre 2008              | ISBN 978-88-226-0255-8      |
| 16 | 15 settembre 2006           | ISBN 978-4-06-363716-8      | 10 dicembre 2008            | ISBN 978-88-226-0256-5      |
| 17 | 17 novembre 2006            | ISBN 978-4-06-363744-1      | 12 gennaio 2009             | ISBN 978-88-226-0257-2      |
| 18 | 16 marzo 2007               | ISBN 978-4-06-363790-8      | 9 marzo 2009                | ISBN 978-88-226-0258-9      |
| 19 | 15 giugno 2007              | ISBN 978-4-06-363837-0      | 10 aprile 2009              | ISBN 978-88-226-0259-6      |
| 20 | 17 agosto 2007              | ISBN 978-4-06-363864-6      | 10 giugno 2009              | ISBN 978-88-226-0260-2      |
| 21 | 16 novembre 2007            | ISBN 978-4-06-363877-6      | 8 luglio 2009               | ISBN 978-88-226-0261-9      |
| 22 | 17 gennaio 2008             | ISBN 978-4-06-363878-3      | 9 settembre 2009            | ISBN 978-88-226-0262-6      |
| 23 | 17 marzo 2008               | ISBN 978-4-06-363879-0      | 7 ottobre 2009              | ISBN 978-88-226-0263-3      |
| 24 | 17 luglio 2008              | ISBN 978-4-06-384008-7      | 9 dicembre 2009             | ISBN 978-88-226-0264-0      |
| 25 | 17 novembre 2008            | ISBN 978-4-06-384060-5      | 13 gennaio 2010             | ISBN 978-88-226-0265-7      |
| 26 | 17 marzo 2009               | ISBN 978-4-06-384108-4      | 10 marzo 2010               | ISBN 978-88-226-0266-4      |
| 27 | 15 maggio 2009              | ISBN 978-4-06-384134-3      | 8 aprile 2010               | ISBN 978-88-226-0267-1      |
| 28 | 17 novembre 2009            | ISBN 978-4-06-384206-7      | 10 giugno 2010              | ISBN 978-88-226-0268-8      |

##### Crossover
La storia intesse profondi legami con molte opere delle CLAMP, prima fra tutti xxxHOLiC. Le due serie, pubblicate contemporaneamente in Giappone, condividono molti momenti salienti e avvenimenti importanti. Yuko, uno dei protagonisti di xxxHOLiC, ha anche un ruolo importante nella storia di Tsubasa. Altri crossover importanti si possono rilevare in Sakura, Shaoran e Tomoyo (da Card Captor Sakura), Mokona Modoki (da Magic Knight Rayearth) e Re Ashura (da RG Veda). La serie è inoltre collegata, anche se non in modo molto rilevante, a molte altre opere dell'universo delle CLAMP, comprese Tokyo Babylon, X, Clover, Angelic Layer, Chobits.
Altri crossover importanti sono i kudan che Shaoran, Kurogane e Fay possiedono; infatti hanno aspetti molto familiari in Magic Knight Rayearth. Il kudan di Shaoran è un lupo infuocato con un corno sulla testa, identico al Rayearth di Luce, quello di Kurogane è un drago blu come Ceres, il genio managuerriero di Marina, mentre il kudan di Fay è una fenice verde come Windam, che è racchiuso in Anemone.

#### Tsubasa World CHRoNiCLE: Nirai Kanai

Copertina del primo volume dell'edizione italiana di Tsubasa World CHRoNiCLE: Nirai Kanai-hen, raffigurante Shaoran con in braccio Mokona Modoki

Una seconda serie manga, intitolata Tsubasa World CHRoNiCLE: Nirai Kanai-hen (ツバサ-WoRLD CHRoNiCLE-ニライカナイ編? lett. "Saga di Nirai Kanai"), è stata pubblicata sulla rivista Magazine Special della Kōdansha a partire dal 20 agosto 2014 al 19 marzo 2016. La serie è ambientata dopo Tsubasa RESERVoir CHRoNiCLE ed è legata a xxxHOLiC Rei.
Il titolo fa riferimento al mondo in cui è ambientata, Nirai Kanai, a sua volta riferimento del mitico luogo in cui ha avuto origine la vita nella religione delle Isole Ryūkyū. I protagonisti sono Shaoran, Kurogane, Fay D. Florite e Mokona, con brevi crossover di xxxHOLiC e Gate 7.

##### Volumi
| Nº | Data di prima pubblicazione | Data di prima pubblicazione | Data di prima pubblicazione | Data di prima pubblicazione |
| Nº | Giapponese                  | Giapponese                  | Italiano                    | Italiano                    |
| -- | --------------------------- | --------------------------- | --------------------------- | --------------------------- |
| 1  | 17 febbraio 2015            | ISBN 978-4-06-395326-8      | 10 gennaio 2018             | ISBN 978-88-226-0823-9      |
| 2  | 16 ottobre 2015             | ISBN 978-4-06-395490-6      | 7 marzo 2018                | ISBN 978-88-226-0920-5      |
| 3  | 17 agosto 2016              | ISBN 978-4-06-395717-4      | 9 maggio 2018               | ISBN 978-88-226-0997-7      |

### Anime

#### Serie TV
La serie animata, Tsubasa Chronicle (ツバサ・クロニクル?, Tsubasa Kuronikuru), è prodotta dallo studio Bee Train e diretta da Kōichi Mashimo. Le musiche sono composte da Yuki Kajiura. La prima stagione, composta da 26 episodi, fu trasmessa sul canale NHK dal 9 aprile 2005 al 15 ottobre dello stesso anno. La seconda stagione cominciò il 29 aprile 2006 e terminò il 4 novembre 2006.

##### Musiche
Sigle d'apertura
- Prima serie: Kinya Kotani - BLAZE
- Seconda serie: Kinya Kotani - IT'S

Sigle di chiusura
- Prima serie: Maaya Sakamoto - LOOP (ループ?, Rūpu)
- Seconda serie: Maaya Sakamoto - Kazemachi Jet (風街ジエット?, Kazemachi Jietto, "Un jet in attesa del vento")

Altre canzoni nella serie:
- Synchronicity (Yui Makino)
- You are my love (Yui Makino)
- Yume no tsubasa (Sakura Version) ("Sakura Version" sta per colei che canta la canzone)
- Ship of Fools (Tsubasa Chronicle)
- I talk to the Rain (Tsubasa Chronicle)
- Hear Our Prayer
- Dream Scape (Tsubasa Chronicle)
- Prove Yourself
- Forgotten Times
- Sacrifice

Sottofondi nella serie:
- Kaze no machi he
- Break the Sword of Justice
- Strange Names
- Through the Gate
- My dear feather (Yuki Kajiura)
- A song of Storm and Fire
- Aikoi
- Witch

#### Film d'animazione
Un lungometraggio di Tsubasa dal titolo Tsubasa Chronicle - Il film: La principessa del regno delle gabbie per uccelli fu proiettato in Giappone il 20 agosto 2005 insieme al film di xxxHOLiC, xxxHOLiC: Sogno di una Notte di Mezza Estate. I due film, come le due serie, sono collegati fra di loro.
L'intera città viene intrappolata in un'enorme gabbia.

#### OAV

Logo di Tsubasa Tokyo Revelations

Sono stati prodotti due OAV dal titolo Tsubasa TOKYO REVELATIONS composto da tre episodi e Tsubasa Shunraiki formato da due episodi, distribuiti tra il 2007 e il 2009. Ogni episodio dura 30 minuti, i primi tre sono ambientati in una Tokyo post apocalittica, che richiama la trama di X: i due unici edifici che si sono salvati, grazie al potere delle piume, solo il palazzo del governo e la Tokyo Tower, sede dei due schieramenti noti in X come i Draghi del Cielo e i Draghi della Terra. Gli altri due sono invece ambientati nel Giappone da cui proviene Kurogane e in alcuni tratti nel mondo dei sogni.

### CD drama
Sono stati pubblicati 3 CD drama tratti dalla serie.

### Videogiochi
Dalla serie sono stati tratti due videogiochi: Tsubasa Chronicle e Tsubasa Chronicle Vol.2, entrambi per Nintendo DS.